# Anordnung über den kirchlichen Datenschutz
Die Anordnung über den kirchlichen Datenschutz (KDO) war die für den Bereich der römisch-katholischen Kirche in Deutschland geltende Datenschutz-Regelung. Sie ist mit Geltung der Datenschutz-Grundverordnung am 25. Mai 2018 durch das Gesetz über den Kirchlichen Datenschutz abgelöst worden. Die Kirchen in Deutschland besitzen das Recht, aufgrund des kirchlichen Selbstbestimmungsrechts in  Art. 137 Absatz 3 der Weimarer Reichsverfassung in Verbindung mit Art. 140 des Grundgesetzes eigene Rechtsordnungen für ihren Bereich zu bestimmen. Aufgrund der Europäischen Datenschutzrichtlinie 1995/46/EG waren sie verpflichtet, Regeln zum Datenschutz aufzustellen.
Aufgrund der Subsidiaritätsklausel in § 1 Abs. 3 KDO gingen besondere kirchliche oder staatliche Regelungen zum Schutz personenbezogener Daten der KDO vor. Dies sind nach kirchlichem Recht insbesondere die Vorschriften zur Wahrung des Beicht- und Seelsorgegeheimnis, die in einigen Bistümern existierenden weiteren spezifische Datenschutzregelungen,  z. B. zum Schutz der Patientendaten in katholischen Krankenhäusern und die dienstrechtliche Schweigepflicht für Mitarbeiter nach § 5 Abs. 1 AVR-Caritas. Nach staatlichem Recht gingen der KDO insbesondere die strafrechtlich geregelte Schweigepflicht des § 203 StGB vor. Dagegen entfalteten die Regelungen des Sozialdatenschutzes keine Wirkung im kirchlichen Bereich.
Sofern die KDO eigene Regelungen für einzelne Bereiche definierte, gingen diese in der Regel dem Landes- bzw. Bundesdatenschutzgesetz vor.
Der Anwendungsbereich der KDO erstreckte sich nicht nur auf den Bereich der sogenannten verfassten Kirche, sondern auch auf den Deutschen Caritasverband, die Diözesan-Caritasverbände, ihre Untergliederungen und Fachverbände und alle kirchlichen Stiftungen, Körperschaften, Anstalten, Einrichtungen und Werke unabhängig von ihrer Rechtsform. Dadurch wurden von der KDO die personenbezogenen Daten einer großen Zahl von Bürgern erfasst, die z. B. 
- durch die Taufe oder Kircheneintritt Mitglied der katholischen Kirche sind und damit im kirchlichen Melderegister verzeichnet waren,
- in einem katholischen Krankenhaus behandelt wurden,
- als Kind oder Jugendlicher in einer katholischen Jugendhilfeeinrichtung lebten,
- eine Drogenberatungstelle in katholischer Trägerschaft aufsuchten,
- als Eltern eine katholische Erziehungsberatungsstelle aufsuchten,
- im Rahmen einer gesetzlichen Betreuung von einem katholischen Träger betreut wurden,
- als Pflegebedürftige von einem Pflegedienst in katholischer Trägerschaft versorgt wurden,
- als Arbeitnehmer vom Wirkungsbereich der KDO erfasst wurden.

Die jeweiligen Ortsbischöfe mussten jeweils für ihr Bistum die KDO förmlich in Kraft setzen. Alle Bischöfe in Deutschland haben dies seinerzeit getan.
Die Bischöfe waren verpflichtet, für ihr Bistum jeweils einen Diözesandatenschutzbeauftragten zu bestellen (§ 16 KDO). Der Diözesandatenschutzbeauftragte war in Ausübung seiner Tätigkeit unabhängig und nur dem kirchlichen Recht bzw. dem für die Kirchen verbindlichen staatlichen Recht unterworfen. An den Diözesandatenschutzbeauftragten konnte sich jeder wenden, wenn er der Ansicht war, bei der Erhebung, Verarbeitung oder Nutzung seiner personenbezogenen Daten von kirchlichen Stellen in seinen Rechten verletzt worden zu sein (§ 15 KDO).
Sanktionen bei Verstößen sah die KDO nicht vor, im Gegensatz zum Bundesdatenschutzgesetz (Fünfter Abschnitt). Soweit ein Verstoß zugleich gegen staatliches Recht verstieß, konnte dies jedoch zivilrechtliche Schadensersatzansprüche begründen oder bei Verstoß gegen die Schweigepflicht strafbar sein. Verstieß ein Angestellter einer Einrichtung in kirchlicher Trägerschaft allerdings gegen Vorschriften des KDO, konnte dies arbeitsrechtliche Konsequenzen mit sich bringen.